# Я його не люблю! Ось тільки... тільки...
«Я його не люблю! Ось тільки… тільки…» — італійська кінокомедія 1951 року, знята режисером Джорджо Б'янкі, з Ренато Рашелем і Джиною Лоллобриджидою у головних ролях.

## Сюжет
Дрібний шахрай Теодоро бачить, як із мосту в річку кидається вродлива дівчина. Не замислюючись, він стрибає за нею, навіть не вміючи плавати. В результаті дівчина змушена рятувати з води свого невдачливого рятувальника. На березі незнайомка, що назвалася Джиною, розповідає Теодоро свою історію. Виявляється, накласти на себе руки змусила несправедливість, через яку її коханий за сфабрикованими доказами потрапив у в'язницю. Зачарований красунею Теодоро вирішує допомогти Джині та викрити справжніх лиходіїв.

## У ролях
- Ренато Рашель: Теодоро
- Джина Лоллобриджида: Джина
- Луїджі Павезе: Антоніо Скутіпіццо
- Франка Марці: дівчина Джуліано
- Арольдо Тьєрі: Джуліано
- Кікі Урбані: Кікі, танцівниця
- Карло Нінкі: Мауріціо, гангстер
- Адріана Даніелі: Ольга
- Стрельса Браун: Мейбл
- Вірджиліо Рієнто: фермер біля ваг
- Гульєльмо Барнабо: джентльмен на вагах
- Ніта Довер: епізод
- Галеаццо Бенті: епізод
- Марко Туллі: епізод
- Курт Ларі: епізод
- Марія Карла Віттоне: епізод
- Гвідо Барбарісі: епізод
- Ріккардо Феррі: епізод
- Ріккардо В'янелло: людина, вбита Мауріціо
- Джузеппе Ріканьйо: епізод
- Джованні Леса: епізод
- Піа Де Дозес: епізод
- Джузеппе Ді Мартіно: епізод
- Лучано Ребеджані: епізод
- Гастоне Тінті: участник оркестру

## Знімальна група
- Режисер: Джорджо Б'янкі
- Сценарій: Августо Борселлі, Маріо Бранкаччі, Джузеппе Маротта, Франко Ріганті, Вітторіо Вельтроні
- Продюсер: Франко Ріганті
- Оператор: Маріо Бава
- Композитор: Маріо Нашимбене
- Художник: Маріо К'ярі
- Монтаж: Адріана Новеллі
- Спецефекти: Еудженіо Бава
- Костюми: Маріо К'ярі
- Грим: Франческо Сала